# Saint-Mariens
Saint-Mariens ist eine französische Gemeinde mit 1.637 Einwohnern (Stand: 1. Januar 2022) im Département Gironde in der Region Nouvelle-Aquitaine. Sie gehört zum Arrondissement Blaye und zum Kanton Le Nord-Gironde. 

## Geografie
Die Gemeinde Saint-Mariens liegt etwa 34 Kilometer nordnordöstlich von Bordeaux und 22 Kilometer östlich von Blaye. Der Fluss Saye begrenzt die Gemeinde im Osten. Umgeben wird Saint-Mariens von den Nachbargemeinden Saint-Yzan-de-Soudiac im Norden, Laruscade im Osten, Cavignac im Südosten und Süden, Cézac im Süden und Südwesten, Civrac-de-Blaye im Südwesten und Westen sowie Saint-Savin im Nordwesten. 
Der Bahnhof der Gemeinde liegt an den Bahnstrecken Paris–Bordeaux und Chartres–Bordeaux. Am Ostrand der Gemeinde verläufr die autobahnartig ausgebaute Nationalstraße 10 (Europastraße 606).

## Bevölkerungsentwicklung
| Jahr                       | 1962 | 1968 | 1975 | 1982 | 1990 | 1999 | 2011 | 2020 |
| Einwohner                  | 825  | 794  | 812  | 864  | 1015 | 1177 | 1529 | 1619 |
| Quellen: Cassini und INSEE |      |      |      |      |      |      |      |      |

## Sehenswürdigkeiten

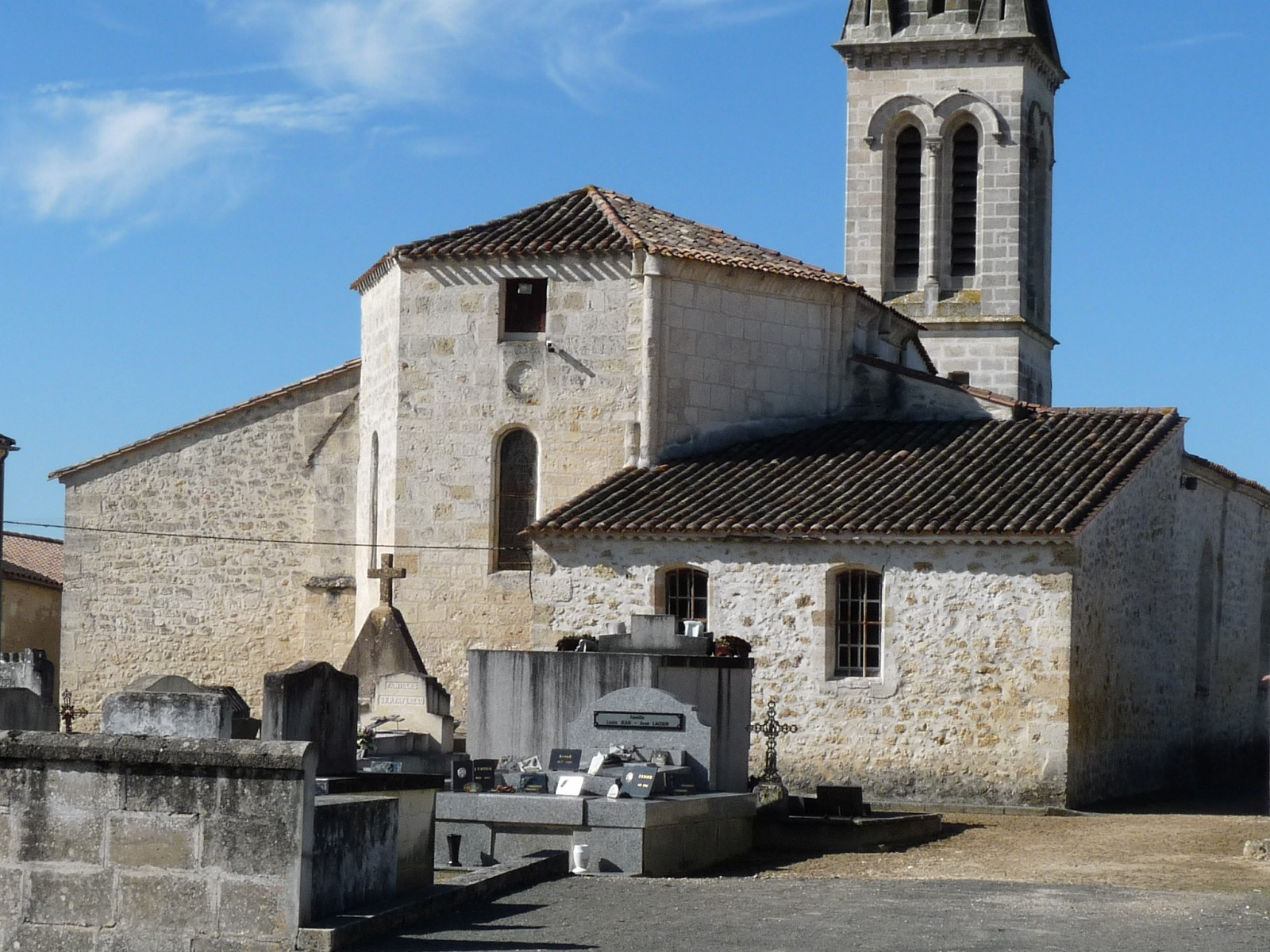
Kirche Saint-Mariens

- Kirche Saint-Mariens